# The Comedian (film 2016)
The Comedian è un film del 2016 diretto da Taylor Hackford

## Trama
Jackie Burke è un comico americano che cerca di reinventarsi come personaggio televisivo dopo un decennio di decadenza. La nostalgia degli anni del successo lo porta a tornare in un locale cabarettistico che era solito frequentare assieme al suo amico Jimmie Walker, che lo riaccoglie a braccia aperte.
Al termine della serata Jackie, fortemente in stato di ebbrezza, è al centro di una rissa che termina solo con l'intervento delle forze dell'ordine. Questo viene così condannato a 30 giorni di carcere, poi convertiti in 100 ore di lavori socialmente utili.
Durante questo impegno Jackie fa la conoscenza di Harmony, ragazza più giovane di lui che lavora come cuoca per la comunità. Tra i due nascerà ben presto l'amore e Jackie troverà finalmente il vero se stesso.

## Produzione
Inizialmente la regia del film venne proposta a Martin Scorsese, ma la trattativà non andò in porto. Gli altri registi interpellati sono stati Mike Newell e Taylor Hackford, che ha poi ottenuto l'incarico. Jennifer Aniston avrebbe dovuto interpretare il ruolo di Harmony, andato poi a Leslie Mann.
La pellicola è ambientata a New York.

## Accoglienza
Il film è uscito nelle sale il 9 dicembre 2016 e ha incassato 1,7 milioni di dollari al botteghino a fronte di un budget di 15 milioni.